# Space Oddity (album)
Space Oddity har siden 1972 været titlen på et musikalbum med David Bowie, som oprindelig blev udgivet i 1969 under navnet "David Bowie" i Storbritannien og "Man of Words/Man of Music" i USA. Den britiske udgave udkom på pladeselskabet Philips, mens den amerikanske udkom på Mercury Records. I 1972 blev det genudsendt af Bowies nye pladeselskab RCA under navnet "Space Oddity" efter singlehittet af samme navn.
Albummet skal ikke forveksles med Bowies debutalbum fra 1967, som også hedder "David Bowie".

## Numre
Side 1
1. "Space Oddity" (5:15)
2. "Unwashed and Somewhat Slightly Dazed" (6:55)
3. "(Don't Sit Down)" (0:39)
4. "Letter to Hermione" (2:28)
5. "Cygnet Committee" (9:33)

Side 2
1. "Janine" (3:18)
2. "An Occasional Dream" (2:51)
3. "Wild Eyed Boy from Freecloud" (4:45)
4. "God Knows I'm Good" (3:13)
5. "Memory of a Free Festival" (7:05)